# Saint-Pierre-des-Loges
Saint-Pierre-des-Loges ist eine französische Gemeinde mit 160 Einwohnern (Stand: 1. Januar 2022) im Département Orne in der Region Normandie. Sie gehört zum Kanton Rai und zum Arrondissement Mortagne-au-Perche.
Nachbargemeinden sind Saint-Evroult-Notre-Dame-du-Bois im Norden, Beaufai im Osten, Saint-Hilaire-sur-Risle im Südosten, Sainte-Gauburge-Sainte-Colombe im Süden und Échauffour im Westen.

## Bevölkerungsentwicklung
| Jahr      | 1962 | 1968 | 1975 | 1982 | 1990 | 1999 | 2008 | 2016 |
| --------- | ---- | ---- | ---- | ---- | ---- | ---- | ---- | ---- |
| Einwohner | 242  | 208  | 198  | 153  | 138  | 135  | 157  | 162  |